# SuperDévoluy
SuperDévoluy is een wintersportoord in het Dévoluymassief van de Franse Alpen. De plaats ligt in de regio Provence-Alpes-Côte d'Azur in het departement Hautes-Alpes. Het wintersportoord ligt op een hoogte tussen 1500 en 2500 meter op het grondgebied van de gemeente Dévoluy. 
SuperDévoluy werd uitgebouwd vanaf 1966 in het bestaande skigebied Le Dévoluy. Het eerste bouwwerk, "le Bois d'Aurouze", bijgenaamd le Paquebot des Neiges, werd ontworpen door de bekende Franse architect Henry Bernard, de rest van het wintersportoord werd ontworpen door Maurice Fornier. SuperDévoluy wordt ontsloten door 14 skiliften, 1 kabelbaan, 5 stoeltjesliften en 2 lopende bandliften die toegang geven tot 53 pistes met een totale lengte van 100 kilometer.

## Wielrennen
SuperDévoluy was al een maal aankomstplaats in de Ronde van Frankrijk voor vrouwen, twee maal in het Critérium du Dauphiné en eenmaal in de Ronde van Frankrijk.
Als eerste op de top:
- Grande Boucle Féminine 2001:  Susanne Ljungskog
- Critérium du Dauphiné 2013:  Samuel Sánchez
- Critérium du Dauphiné 2016:  Steve Cummings
- Ronde van Frankrijk 2024:  Richard Carapaz